# 坂路
坂路（はんろ）とは、傾斜のある走路のことである。

## 競馬における坂路
競馬においては競走馬調教用の馬場のひとつ。
日本では中央競馬のトレーニングセンター（美浦、栗東）をはじめ、競走馬の育成を行う民間の牧場の多くに設置されている。ウッドチップコースと同じく、表面に間伐材などの木片を敷き詰めて舗装される場合が多い。
中央競馬では1985年に、栗東トレーニングセンターへ坂路コースが設置された。坂路育成のノウハウが確立されるにつれ、栗東所属馬が日本の競馬シーン全体を席巻するようになり、坂路の効果の絶大さが認識された。その8年後となる1992年に、美浦トレーニングセンターにも坂路が設置された。しかし栗東のそれに比べて傾斜が緩やかで勾配の規模も小さい。
坂路調教のタイム計測に関しては、自動測定システム「ALIS」が導入されている。導入当初の1990年はバーコードのスキャンにより検知していたが、2011年からICタグによる検知方式に更新された。
地方競馬では1999年1月に名古屋競馬の弥富トレーニングセンターに坂路が完成（全長400メートル、最大高低差3.5メートル）、2000年11月には園田、姫路競馬を運営する兵庫県競馬組合が西脇馬事公苑に勾配2パーセント、250メートル級の坂路を導入。また、2008年には栃木県那須塩原市の地方競馬教養センターに勾配平均3.4パーセント、370メートル級の坂路馬場が完成。さらに大井競馬場を運営する特別区競馬組合も千葉県の小林牧場（小林トレーニングセンター）内に勾配3パーセント、400メートル級のポリトラック坂路を導入、2010年3月より供用されることが決まっている。小林トレーニングセンターの坂路は大井所属馬だけでなく、浦和、船橋、川崎所属馬にも開放される。ホッカイドウ競馬では2012年4月11日に門別競馬場に全長900メートルの屋内調教用坂路コースが完成し、同年5月14日に供用が開始された。